# Língua kaitag
Kaitag (ou Qaidaqlan; Kaidak, Karakaitak, Karkaidak) ) é uma língua que faz parte do continuum dialetal e Dargini falado por cerca de 21 mil pessoas no Daguestão, Rússia. Muitas vezes é considerado um dialeto divergente de Dargwa. 

## Nomes
Kaitag também é conhecido como Kaitag, Kaitak, Kajtak, Kaytak, Xajdak, Sanchi ou Sanzhi.

## Classificação
Kaitag é um membro do ramo Dargin da família das línguas caucasianas do nordeste. É falado no distrito de Kaytagsky (Кайтагский район) da República Autônoma do Daguestão, no sudoeste da Federação Russa. É classificado como um dialeto de Dargwa em algumas fontes e como uma língua separada em outras.  Until 1930 Kaitak was considered a distinct language. Kaitak is divided into two dialects: northern (Magalis-Kaitak) and southern (Karakaitak).

## Dialetos
A língua é composta por 7 variedades, formando dois grupos. Cada uma das variedades corresponde a uma província histórica da região.
- - Shurkkant -  Os Moradores do Penhasco " - Shurkkantla lug'at (noroeste).
  - Qattagan -  Os moradores do desfiladeiro  - Qattagan Lugat (central).
  - Irchamul -  A Terra dos Nove - Irchamulla lug'at (sul).
- Kaitag Baixo– Ubahӏ Haydak (nordeste).
  - Barshamai - Barshamagan lugat (norte).
  - Karatsan.
  - Jibahni - Chiivhan lugat.
  - Sanchi - Sunclan lughat.

## Escrita
Kaitag foi escrito com a escrita árabe desde o final do século XV. No século XX, foi criada uma adaptação o alfabeto cirílico com um total de símbolos que incluem as letras tradicionais do cirílico + símbolos especiais + encontros consonantais, ditongos, etc, foi adotado para Kaitag, embora os falantes de Kaitag geralmente usem Dargwa como sua língua escrita.

## Fonologia

### Consoantes
São 62 consoantes, formadas por séries de variantes sonoras, aspiradas, fortis, ejetivas e labializadas. A fricativa palatal [ç] pode ser a fricativa pós-palatal surda, que pode ser mais precisamente transcrita como [ç̠] ou [x̟].
|             |             | Bilabial   | Dental      | Alveolar    | Alveolar       | Palatal     | Palatal        | Velar      | Velar         | Uvular      | Uvular         | Faringeal | Glotal   | Glotal      |
| plana       | labializada | Bilabial   | Dental      | plana       | labializada    | plana       | labializada    | plana      | labializada   | plana       | labializada    | Faringeal |          |             |
| ----------- | ----------- | ---------- | ----------- | ----------- | -------------- | ----------- | -------------- | ---------- | ------------- | ----------- | -------------- | --------- | -------- | ----------- |
| Nasal       | Nasal       | [m] м m    | [n] н n     |             |                |             |                |            |               |             |                |           |          |             |
| Plosiva     | sonora      | [b] б b    | [d] д d     |             |                |             |                | [g] г g    | [gʷ] гв gw    |             |                | [ʡ] гӏ ÿ  | [ʔ] ъ y  |             |
| Plosiva     | aspirada    | [pʰ] п p   | [tʰ] т t    |             |                |             |                | [kʰ] к k   | [kʰʷ] кв kw   | [qʰ] къ q   | [qʰʷ] къв qw   | [ʡ] гӏ ÿ  | [ʔ] ъ y  |             |
| Plosiva     | fortis      | [pː] пп pp | [tː] тт tt  |             |                |             |                | [kː] кк kk | [kːʷ] ккв kkw | [qː] ккъ qq | [qːʷ] ккъв qqw | [ʡ] гӏ ÿ  | [ʔ] ъ y  |             |
| Plosiva     | ejetiva     | [pʼ] пӏ pʼ | [tʼ] тӏ tʼ  |             |                |             |                | [kʼ] кӏ kʼ | [kʼʷ] кӏв kʼw | [qʼ] кь qʼ  | [qʼʷ] кьв qʼw  | [ʡ] гӏ ÿ  | [ʔ] ъ y  |             |
| Africadae   | aspirada    |            | [t͡sʰ] ц c   | [t͡ʃʰ] ч ç   | [t͡ʃʰʷ] чв çw   |             |                |            |               | [q͡χʰ] хъ qx | [q͡χʰʷ] хъв qxw |           |          |             |
| Africadae   | fortis      |            | [t͡sː] цц cc | [t͡ʃː] чч çç | [t͡ʃːʷ] ччв çw  |             |                |            |               |             |                |           |          |             |
| Africadae   | ejetiva     |            | [t͡sʼ] цӏ cʼ | [t͡ʃʼ] чӏ çʼ | [t͡ʃʼʷ] чӏв çʼw |             |                |            |               |             |                |           |          |             |
| Fricativa   | sonora      | [β] в v    | [z] з z     | [ʒ] ж ẑ     | [ʒʷ] жв ẑw     |             |                |            |               | [ʁ] гъ ĝ    | [ʁʷ] гъв ĝw    | [ħ] хӏ ħ  | [h] гь h | [hʷ] гьв hw |
| Fricativa   | plana       | [ɸ] ф f    | [s] с s     | [ʃ] ш ş     | [ʃʷ] шв şw     | [ç] хь ĵ    | [çʷ] хьв ĵw    |            |               | [χ] х x     | [χʷ] хв xw     | [ħ] хӏ ħ  | [h] гь h | [hʷ] гьв hw |
| Fricativa   | fortis      |            | [sː] сс ss  | [ʃː] шш şş  | [ʃːʷ] шшв şşw  | [çː] ххь ĵĵ | [çːʷ] ххьв ĵĵw |            |               | [χː] хх xx  | [χːʷ] ххв xxw  | [ħ] хӏ ħ  | [h] гь h | [hʷ] гьв hw |
| Trill       |             |            |             | [r] р r     |                |             |                |            |               |             |                |           |          |             |
| Aproximante |             |            | [l] л l     |             |                | [j] й j     |                |            |               |             |                |           |          |             |

### Vogais
Existem 4 vogais básicas e 4 contrapartes faringealizadas. Os fonemas adjacentes às consoantes faríngeas /ʡ/ e /ħ/ são sempre faríngeos. Além disso, a harmonia vocálica, onde vogais faringealizadas giratórias propagam o efeito para as adjacentes.
|               | Posterior | Posterior |           |           |
| plana         | faringeal | plana     | faringeal |           |
| ------------- | --------- | --------- | --------- | --------- |
| fechada       |           |           | [u] у u   | [uˤ] уӏ ü |
| quase fechada | [ɪ] и i   | [ɪˤ] иӏ ï |           |           |
| meio aberta   | [ɛ] е e   | [ɛˤ] еӏ ë |           |           |
| aberta        |           |           | [ɑ] а a   | [ɑˤ] аӏ ä |